# 波利亞納 (圖里西克區)
50°59′38″N 24°48′28″E / 50.99389°N 24.80778°E
波利亞納（烏克蘭語：Поляна），是烏克蘭的村落，位於該國西部沃倫州，由科韋利區負責管轄，始建於1967年，面積0.86平方公里，海拔高度188米，2001年人口69，人口密度每平方公里79.95人。